# Padukasthan
Padukasthan (nep. पादुका) – gaun wikas samiti w zachodniej części Nepalu w strefie Bheri w dystrykcie Dailekh. Według nepalskiego spisu powszechnego z 2011 roku liczył on 1065 gospodarstw domowych i 5418 mieszkańców (2827 kobiet i 2591 mężczyzn).